# Rally 1000 Miglia de 2012
El Rally 1000 Miglia de 2012 oficialmente 36. Rally 1000 Miglia 2012, fue la edición 36º, la segunda ronda de la temporada 2012 del Campeonato de Europa de Rally y la segunda del Campeonato de Italia de Rally. Se celebró del 19 al 21 de abril y contó con un itinerario de quince tramos sobre asfalto que sumaban un total de 256,63 km cronometrados.

## Clasificación final
| Pos. | Piloto             | Copiloto         | Automóvil         | Tiempo    | Diferencia | Puntos |
| ---- | ------------------ | ---------------- | ----------------- | --------- | ---------- | ------ |
| 1.   | Giandomenico Basso | Mittia Dotta     | Ford Fiesta RRC   | 3:00:28.2 | 0.0        |        |
| 2.   | Paolo Andreucci    | Anna Andreussi   | Peugeot 207 S2000 | 3:01:46.5 | +1:18.3    |        |
| 3.   | Umberto Scandola   | Guido D'Amore    | Škoda Fabia S2000 | 3:02:22.5 | +1:54.3    |        |
| 4.   | Juho Hänninen      | Mikko Markkula   | Škoda Fabia S2000 | 3:02:42.8 | +2:14.6    |        |
| 5.   | Matteo Gamba       | Emanuele Inglesi | Peugeot 207 S2000 | 3:03:41.4 | +3:13.2    |        |
| 6.   | Stefano Albertini  | Simone Scattolin | Peugeot 207 S2000 | 3:04:06.4 | +3:38.2    |        |
| 7.   | Luca Betti         | Maurizio Barone  | Peugeot 207 S2000 | 3:06:56.5 | +6:28.3    |        |
| 8.   | Marco Signor       | Patrick Bernardi | Škoda Fabia S2000 | 3:07:41.1 | +7:12.9    |        |
| 9.   | Petar Gyoshev      | Dimitar Spasov   | Peugeot 207 S2000 | 3:11:27.2 | +10:59.0   |        |
| 10.  | Jan Černý          | Pavel Kohout     | Citroën DS3 R3T   | 3:12:56.8 | +12:28.6   |        |

| Predecesor: Jänner 2012 | ERC 2012 | Sucesor: Croacia 2012 |